# Семипалатинський ядерний полігон
50°01′40″ пн. ш. 78°59′44″ сх. д. / 50.02775° пн. ш. 78.995555555556° сх. д.
Семипалатинський ядерний полігон — перший ядерний полігон у СРСР та один із найбільших полігонів у світі.

## Структура та розташування
Полігон був розташований на територіях Семипалатинської, Павлодарської та Карагандинської областей. Загальна площа — 18,5 тисяч км², периметр — 600 км. На кожну з перерахованих областей припадало 54 %, 39 % та 7 % території полігону. Це був складний науково-дослідницький центр. Структурно він складався з міста Курчатов (майданчик М) та дослідних майданчиків «Балапан», «май. № 10», «Дегелен», «май. Ш».
Головним елементом полігону стало «Дослідне поле», навкруги центру якого була виділена заборонена зона радіусом 125 км та площею 45 тисяч км². Центр Дослідного поля був розташований на відстані 173 км від Семипалатинська та за 66 км від адміністративно-житлової зони полігону. Саме Дослідне поле являло собою рівне плато у формі кола радіусом 10 км, на якому під час випробувань розташовувалась військова техніка та фрагменти цивільних та військових споруд.
Місто Курчатов мало декілька назв: «Москва-400» — у період будівництва, «зупинка Кінцева» — після проведення з Семипалатинську залізничної колії. У світі місто було відоме під назвою «Семипалатинськ — 21» (поштове відділення). Тут знаходились наукові лабораторії, медичні, фізичні, біологічні центри та виробничі бази шахтобудівників та будівельників. У місті жили та працювали відомі радянські фізики Ігор Васильович Курчатов, Юлій Борисович Харитон, Андрій Дмитрович Сахаров, Яків Борисович Зельдович.
Майданчики «Балапан» та «Дегелен», призначалися для проведення підземних випробувань, майданчик № 10 — для цивільних випробувань атомних реакторів.

## Історія

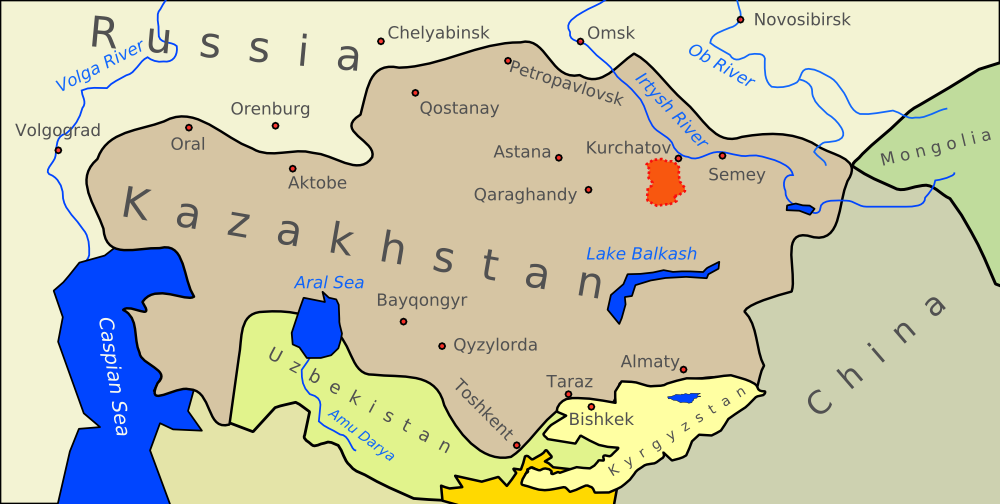
Розташування полігону на мапі Казахстану (позначено помаранчевим кольором)

Після ядерного бомбардування у 1945 році японських міст Хіросіми та Нагасакі, перед СРСР постала необхідність ліквідації ядерної монополії США у військовій сфері. Розробка першого атомного заряду проводилась у рамках програми «Атомний проект СРСР» під керівництвом І. В. Курчатова. Роботу над проектом контролювали особисто Й. В. Сталін та Л. П. Берія. Для випробувань ядерної зброї потрібно було побудувати спеціальний полігон. Для його будівництва була обрана ненаселена рівнина за 170 км від міста Семипалатинськ (Семей). Спочатку полігон будувався закладами ГУЛАГу, але у 1947 році будівництво полігону доручили військовому відомству, об'єкт отримав назву «Навчальний полігон № 2 Міністерства Збройних Сил СРСР (військова частина 52605)». За короткий час зусиллями тисяч військових полігон був збудований, незважаючи на досить суворі умови роботи (взимку температура становила −40 −50 °C). У 1949 році на ньому відбулося випробування першої у СРСР атомної бомби. Спочатку полігон призначався для проведення тільки наземних та повітряних випробувань. Між 1949 та 1962 роком на полігоні було проведено 30 наземних випробувань, 88 вибухів у повітрі, 6 — на великій висоті та у космосі. Вперше у СРСР тут був випробуваний атомний (29.08.1949) та термоядерний заряд (12.08.1953), перша ядерна авіабомба, перша у світі воднева бомба (22.11.1955), також тут була розроблена технологія підземних випробувань. Після підписання СРСР у 1963 році Договору про заборону ядерних випробувань у атмосфері, під водою та у космосі, були обладнані майданчики для проведення підземних випробувань у шахтах та штольнях та проведено ще близько 340 вибухів.
Полігон був пов'язаний з більш ніж 20 відомствами та управліннями міністерств машинобудування, охорони здоров'я, оборонної промисловості. До наукових досліджень на полігоні були залучені понад 80 науково-дослідних інститутів. За великий внесок у зміцнення обороноздатності країни у 1974 році Семипалатинський ядерний полігон був нагороджений орденом Леніна. Більшість співробітників полігону отримали державні нагороди, у тому числі 20 — орден Леніна. Більше 20 співробітників полігону стали лауреатами Ленінської, Сталінської та Державної премій.
У 1989 році казахським громадським діячем Олжасом Сулейменовим був створений рух Невада — Семипалатинськ, що об'єднав жертв ядерних випробувань різних країн. Указом президента Республіки Казахстан 29 серпня 1991 року полігон був закритий.

## Полігон у наш час
Після закриття на базі полігону створений Національний ядерний центр Республіки Казахстан. Наявність добре розвиненої науково-технічної та виробничої інфраструктури, що залишились з часів СРСР (експериментальні комплекси включають три дослідницьких реактора, ізохронний циклотрон, прискорювачі заряджених часток, складні експериментальні стенди) дозволяють центру виконувати наступні задачі.
- Радіоекологія регіонів, де проводились ядерні випробування: моніторинг радіоекологічної ситуації на території полігону, оцінка стану здоров'я людей, що проживають у регіонах, прилеглих до полігону, розробка природоохоронних заходів.
- Атомна енергетика та безпека АЕС: дослідження у галузі безпеки атомної енергетики, розробка технологій використання ядерних відходів, участь у програмі розробки міжнародного експериментального термоядерного реактору.
- Ядерна фізика та радіаційне матеріалознавство: дослідження опромінення на структуру та властивості матеріалів, дослідження по підвищенню безпеки атомної енергетики та промисловості, дослідження ядерних реакцій при низьких енергіях.
- Ядерно-фізичні методи: розробка та реалізація технологій виробництва реакторних радіоізотопів, розробка методів та обладнання для радіоекології, геології, металургії.
- Геофізичні дослідження: оцінка динаміки поствибухових геологічних процесів у місцях проведення підземних випробувань.
- Підготовка спеціалістів для атомної галузі Казахстану.

## Наслідки та значення

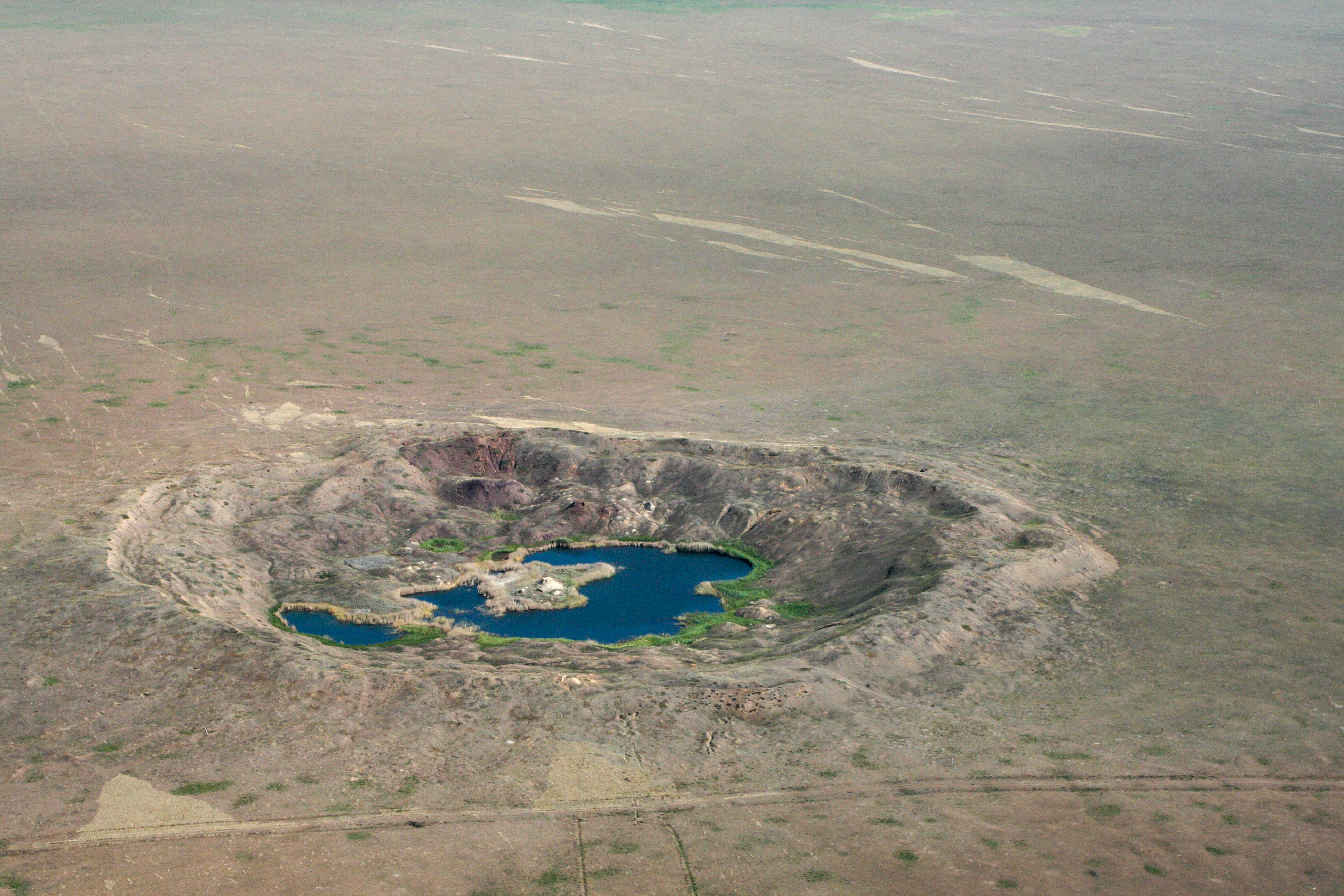
Вирва від наземного термоядерного вибуху РДС-6с у 1953 році

Внаслідок діяльності полігону, регіон зазнав великої шкоди, багаторічні випробування спричинили руйнування ландшафту, вилучення землі з сільськогосподарського обігу, забруднення ґрунтів радіонуклідами на великих площах. На територіях поблизу полігону та на ньому проживає велика кількість селян, більшість яких імовірно отримали велику кумулятивну дозу радіації, кількість онкохворих у прилеглих регіонах у 2 рази вище, ніж у середньому по країні. Екологічна ситуація погіршується тим, що внаслідок низького рівня життя, місцеві жителі на радіоактивно-забруднених ділянках викопують залишки комунікацій, з метою отримання кольорового металу, крім того на полігоні, навіть у кратерах вибухів, випасається худоба, що спричиняє поширення радіонуклідів за межі полігону.
Позитивним моментом діяльності полігону є те, що проведені дослідження дозволили отримати закони ураження цивільних та військових об'єктів, вивчити параметри уражуючих факторів ядерного вибуху, розробити методи та засоби протиатомного захисту та запровадити ці методи у систему цивільної оборони та армію.